# عبد الرحمن الجروان
عبد الرحمن الجروان (من مواليد 16 أكتوبر 1966 في محافظة عنيزة)، هو عبد الرحمن محمد الجروان البدراني الحربي، حكم كرة قدم سعودي دولي.
ولد ودرس في عنيزة، وهي نفس المحافظة التي ولد ويعمل فيها الحكم الدولي السابق يوسف العقيلي. دخل مجال التحكيم في عام 1994, وحصل على الشارة الدولية في 1 يناير 2005، كان لاعب في نادي العربي قبل أن يدخل مجال التحكيم. 
- حاصل على شهادة من ثانوية تحفيظ القرآن الكريم، وعمل في مجال التعليم كـمدرّس ابتدائي.

🏁 بداية المسيرة التحكيمية:
- بدأ التحكيم رسميًا في عام 1994.
- نال الشارة الدولية من الاتحاد الدولي لكرة القدم (FIFA) في 1 يناير 2005.

🏆 أبرز المباريات التي أدارها:
- الهلال × الشباب – دوري كأس خادم الحرمين الشريفين.
- الأهلي × الشباب – كأس الملك 2008.
- الهلال × الوحدة – ربع نهائي كأس الملك.
- النصر × الحزم – دور الـ16 من كأس الملك.
- اليونان × فنلندا – مباراة دولية.
- شارك في إدارة مباريات ضمن دوري أبطال آسيا وتصفيات كأس العالم.

🎤 بعد الاعتزال:
- اعتزل التحكيم الميداني، واتجه للعمل كمُحاضر ومقيم حكام في لجنة الحكام بالاتحاد السعودي لكرة القدم.
- قدّم تحليلات تحكيمية عبر البرامج الرياضية، وشارك في تقييم حالات مثيرة للجدل، خاصة في مباريات الديربي.
- نشط في تقديم ورش العمل للحكام المستجدين وتطوير أداء الحكام المحليين.

.

## أهم المباريات التي أدراها

### الدولية
- منتخب اليونان ضد منتخب فنلندا.

### محلية
- الهلال ضد الاتحاد.
- الهلال ضد الشباب. (2009)